# Tittensor
Tittensor – wieś w Anglii, w Staffordshire. Leży 7,4 km od miasta Stoke-on-Trent, 15,7 km od miasta Stafford i 213,9 km od Londynu. W 2015 miejscowość liczyła 669 mieszkańców. Tittensor jest wspomniana w Domesday Book (1086) jako Titesoure.